# Éligibilité en France
 (décembre 2014).
L'éligibilité est la possibilité pour une personne de se présenter à une élection. En France, quel que soit le scrutin politique, pour être éligible, il faut être électeur et être de nationalité française. Cette dernière condition est élargie, pour les élections municipales et les élections européennes, à la nationalité d'un des États membres de l'Union européenne. Selon les scrutins, d'autres conditions peuvent intervenir, notamment relatives à l'âge ou au lien personnel existant entre le candidat et la collectivité.
En 2008, Maxime Verner, président de l'association « Candidat à 18 ans », avance un projet visant à abaisser l'âge de l'éligibilité à toutes les élections à 18 ans, projet qui a été traduit en projet de loi organique votée par l'Assemblée nationale le 20 décembre 2010. L'âge d'éligibilité aux élections sénatoriales, quant à lui, passe de 30 à 24 ans, et non à 18.

## Élection présidentielle
La loi organique du 6 novembre 1962 établit un système de représentation, afin d'éviter les candidatures fantaisistes. Ce système est modifié par la loi organique du 18 juin 1976, qui ne rend les candidatures recevables que si elles sont parrainées par au moins 500 citoyens titulaires de mandats électifs définis par la loi organique, dont les noms et qualités sont rendus publics par le Conseil constitutionnel.
La loi organique du 11 mars 1988 relative à la transparence financière de la vie politique, oblige les candidats à remettre au Conseil constitutionnel une déclaration de leur situation patrimoniale et l'engagement de déposer une nouvelle déclaration en fin de mandat. La déclaration du candidat élu est publiée après l'élection par le Conseil constitutionnel. Ce dernier, après avoir vérifié si toutes les conditions de recevabilité sont remplies, établit la liste des candidats.
Chaque candidat doit satisfaire plusieurs conditions :
- être de nationalité française ;
- ne pas être privé de ses droits civiques concernant l'éligibilité ;
- être âgé d’au moins 18 ans ;
- être inscrit sur une liste électorale ;
- avoir satisfait aux obligations imposées par le code du service national ;
- ne pas être placé sous tutelle ou sous curatelle ;
- avoir établi une déclaration de situation patrimoniale ;
- posséder un compte bancaire de campagne ;
- ne pas être candidat à un troisième mandat consécutif de président de la République ;
- recueillir 500 « parrainages » de parlementaires ou d'élus locaux : ces parrainages doivent provenir d'au moins trente départements ou collectivités d'outre-mer différents et pas plus d'un dixième des élus signataires ne doit provenir du même département ou de la même collectivité d'outre-mer. La loi organique du 25 avril 2016 de modernisation de diverses règles applicables à l'élection présidentielle impose la publication de l'ensemble des noms, au lieu de 500 tirés au sort comme c'était le cas antérieurement[4]. Ils doivent être envoyés directement au Conseil constitutionnel, par voie postale, qui les publie au fur et à mesure sur le site mis en place pour cette élection.

La Constitution prévoit que :
- en cas d'empêchement ou décès dans la dernière semaine de dépôt des candidatures d'une personne qui a annoncé son intention d'être candidate, le Conseil constitutionnel peut reporter l'élection ;
- en cas d'empêchement ou décès d'un candidat avant le premier tour, l'élection est reportée ;
- en cas d'empêchement ou décès d'un candidat qualifié pour le second tour, il est procédé de nouveau à l'ensemble des opérations électorales.

Le Conseil constitutionnel est, selon l'article 58 de la Constitution, garant de la régularité de l'élection, de l'examen des réclamations et de la proclamation des résultats.

## Élections législatives
Peuvent faire acte de candidature les Français des deux sexes, âgés de 18 ans et plus, sans limite d’âge, et n’étant pas dans un cas d’incapacité ou d’inéligibilité prévus par la loi. Les candidats ne sont pas obligés d’habiter dans la circonscription où ils se présentent et où ils sont inscrits.
Il est en revanche interdit de se présenter dans plusieurs circonscriptions (les candidatures multiples étaient autorisées sous la IIIe République mais ont été interdites par la loi du 27 juillet 1889 pour éviter que ne se reproduise la crise de l'année précédente lors de laquelle le général Boulanger avait été candidat dans sept départements sans être éligible). L'inscription sur les listes électorales n'est pas une obligation, seule la qualité d'électeur l'est.
Il est impossible de cumuler à la fois les mandats de député et de sénateur ou de représentant au Parlement européen (ainsi qu'implicitement de président de la République). En outre, depuis la loi du 5 avril 2000, il est interdit de cumuler à la fois le mandat de député et plus d'un des mandats suivants : conseiller régional, conseiller à l'Assemblée de Corse, conseiller général, conseiller de Paris, conseiller municipal d'une commune d'au moins 3 500 habitants.
De plus, il n'est pas possible d'être à la fois député et d'exercer une fonction publique quelconque. Un député nommé au Gouvernement sera remplacé au Parlement par son adjoint. Une fois sa mission au Gouvernement finie, il pourra retrouver son poste de député dans un délai d'un mois. Ainsi, quand celui-ci perd son poste au gouvernement, il reprend la place de son suppléant sur les bancs de l'Assemblée nationale.
Chaque candidat doit désigner un suppléant qui le remplacera à l'Assemblée nationale s'il est amené à quitter son mandat. Ce suppléant doit remplir les mêmes conditions que lui.

## Élections sénatoriales
Les conditions que le candidat doit remplir sont :
- être français, électeur et âgé d'au moins 24 ans au 1er janvier de l'année d'élection (seuil abaissé par la loi organique du 14 avril 2011)[7] ;
- ne pas être privé de ses droits civiques ;
- ne pas être placé sous tutelle ou curatelle ;
- avoir satisfait à son devoir relatif au service national.

Il y a inéligibilité dans certains cas pour un candidat si celui-ci a une fonction de militaire, de préfet, de magistrat, de haut fonctionnaire, etc.
La constitution d’un compte de campagne doit aussi être déposée afin que le Conseil constitutionnel et la Commission nationale des comptes de campagne et des financements politiques en vérifient la régularité.

## Élections européennes
Les conditions que doit remplir le candidat sont, :
- être citoyen de l'Union européenne[9] ;
- être âgé d'au moins :
  - 18 ans, dans la plupart des pays membres[9] dont la France;
  - 21 ans[9] en Belgique, en Bulgarie, à Chypre, en République tchèque, en Estonie, en Irlande, en Lettonie, en Lituanie, en Pologne et en Slovaquie ;
  - 23 ans[9] en Roumanie ;
  - 25 ans[9] en Italie et en Grèce ;
- résider dans l'État membre du lieu de vote ou de candidature ;
- satisfaire aux dispositions de l'État de résidence relatives au droit de vote et d'éligibilité et applicables aux nationaux. Ainsi l'âge minimum varie selon les pays.

## Élections régionales
Le candidat doit :
- être français, électeur et âgé d'au moins 18 ans;
- ne pas être privé de ses droits civiques ;
- ne pas être placé sous tutelle ou curatelle ;
- avoir satisfait à son devoir relatif au service national ;
- résider dans la région où il se présente.

Il y a inéligibilité dans certains cas pour un candidat si celui-ci a une fonction de militaire, de préfet, de magistrat, de haut fonctionnaire, etc.
Le candidat ne peut être présent sur plusieurs listes.
La constitution d’un compte de campagne doit aussi être déposé afin que le Conseil constitutionnel et la Commission nationale des comptes de campagne et des financements politiques en vérifient la régularité.

## Élections départementales
Pour être éligible au mandat de conseiller départemental, il faut :
- être de nationalité française ;
- avoir 18 ans révolus le jour du scrutin ;
- avoir satisfait aux obligations militaires ;
- être inscrit sur la liste électorale (ou justifier devoir y être inscrit) ;
- être domicilié dans le département ou y être inscrit au rôle d’une des contributions directes ou justifier devoir y être inscrit au 1er janvier 2015, ou avoir hérité depuis cette date d’une propriété foncière dans le département ;
- ne pas être privé de droit de vote ou d’éligibilité par suite d’une décision judiciaire en application des lois qui autorisent cette privation ;
- ne pas être placé sous curatelle ou sous tutelle ;
- ne pas être déclaré inéligibles par une décision définitive du juge de l’élection pour non respect de la législation sur les comptes de campagne ou qui ont accompli des manœuvres frauduleuses ayant eu pour objet ou pour effet de porter atteinte à la sincérité du scrutin et dont l’inéligibilité court encore ;
- ne pas avoir été conseiller départemental ayant refusé de remplir une des fonctions qui leur sont dévolues par les lois sans excuse valable.

## Élections municipales
Le candidat doit remplir les conditions suivantes :
- être français ou ressortissant d'un État membre de l'Union européenne ;
- être électeur et âgé d'au moins 18 ans au 1er janvier de l'année d'élection ;
- ne pas être privé de ses droits civiques ;
- ne pas être placé sous tutelle ou curatelle ;
- avoir satisfait à son devoir relatif au service national ;
- être électeur de la commune concernée ou y payer des impôts locaux. Toutefois, dans les communes de plus de 500 habitants, le nombre des conseillers qui ne résident pas dans la commune au moment de l'élection ne peut excéder le quart des membres du conseil. Dans les communes de 500 habitants au plus, ce nombre ne peut excéder quatre pour les conseils municipaux comportant neuf membres et cinq pour les conseils municipaux comportant onze membres – article L228 du Code électoral).

Il y a inéligibilité dans certains cas pour un candidat si celui-ci a une fonction de militaire, de préfet, de magistrat, de haut fonctionnaire, etc.
La constitution d’un compte de campagne doit aussi être déposé afin que le Conseil constitutionnel et la Commission nationale des comptes de campagne et des financements politiques en vérifient la régularité.